# The Apostolic Church
The Apostolic Church bildades 1916 och är ett kristet trossamfund med rötter i pingstväckelsen i Wales 1904-05.
Förutom den traditionella pingstförkunnelsen om andedop och tungotal lägger man stor vikt vid bibliska ledar- och tjänstegåvor som profeter och apostlar.
1913 ordinerades bröderna Daniel P Williams och William J Williams till apostel respektive profet inom Apostolic Faith Church (AFC). Tre år senare lämnade man AFC och bildade den apostoliska kyrkan i Wales. Systerkyrkor bildades snart i Skottland och Hereford och 1920 gick dessa tre kyrkor samman i en gemenskap, The Apostolic Church.
Kyrkan samlas emellanåt till världskonferenser och finns idag representerad i över 50 olika länder. I Danmark är man känd under namnet Apostolsk Kirke.

## Trosbekännelse
The Apostolic Church har sammanfattat sin lära i elva artiklar, i vilka man bekänner sig tro på:
1. Treenighetsläran.
2. Människans syndfulla natur, behovet av omvändelse och pånyttfödelse och den slutliga domen.
3. Jungfrufödseln. Jesu syndfria liv, ställföreträdande försoningsdöd, segerrika uppståndelse, himmelsfärd och pågående förbönstjänst. Hans återkomst och tusenåriga fredsrike på Jorden.
4. Rättfärdiggörelse och helgelse genom Jesu försoningsverk.
5. Dopet i den helige Ande med åtföljande tecken.
6. De nio andliga gåvorna som tjänar till församlingens uppbyggelse.
7. Två sakrament: troendedop genom nedsänkning och nattvarden.
8. Bibelns gudomliga inspiration och auktoritet.
9. Kyrkan ledning av apostlar, profeter, evangelister, herdar, lärare, äldste och församlingstjänare.
10. Möjligheten till avfall från den sanna tron.
11. Tiondegivande och offrande.